# 北彼得斯堡縣區 (伊利諾伊州默納德縣)
北彼得斯堡十四號鎮區（英語：Petersburg North No.14 Precinct）是位於美國伊利諾伊州默納德縣的一個縣區。

## 地方資料
根據2010年美國人口普查的數據，北彼得斯堡十四號鎮區的面積為21.54平方千米，當中陸地面積為20.89平方千米，而水域面積為0.65平方千米。當地共有人口137人，而人口密度為每平方千米6.36人。